# Paraxerus cepapi
Paraxerus cepapi is een zoogdier uit de familie van de eekhoorns (Sciuridae). Het is een middelgrote soort met bruin-geel-grijze vacht op de rug, terwijl de buik grijswit is en de borst en poten een beige kleur hebben. Het gezicht heeft witte strepen zowel boven als onder de ogen en bruingele wangen. Hij heeft een lange, borstelige staart met onopvallende zwartachtige en bleke ringen. Hij eet voornamelijk bladeren, fruit en zaden, naast insecten, met name termieten. Hij is te vinden in open bossen en savannes met enkele bomen in zuidelijk Afrika, van West-Tanzania tot Zuid-Angola en Noord-Zuid-Afrika. Hij wordt als niet bedreigd beschouwd.

## Beschrijving

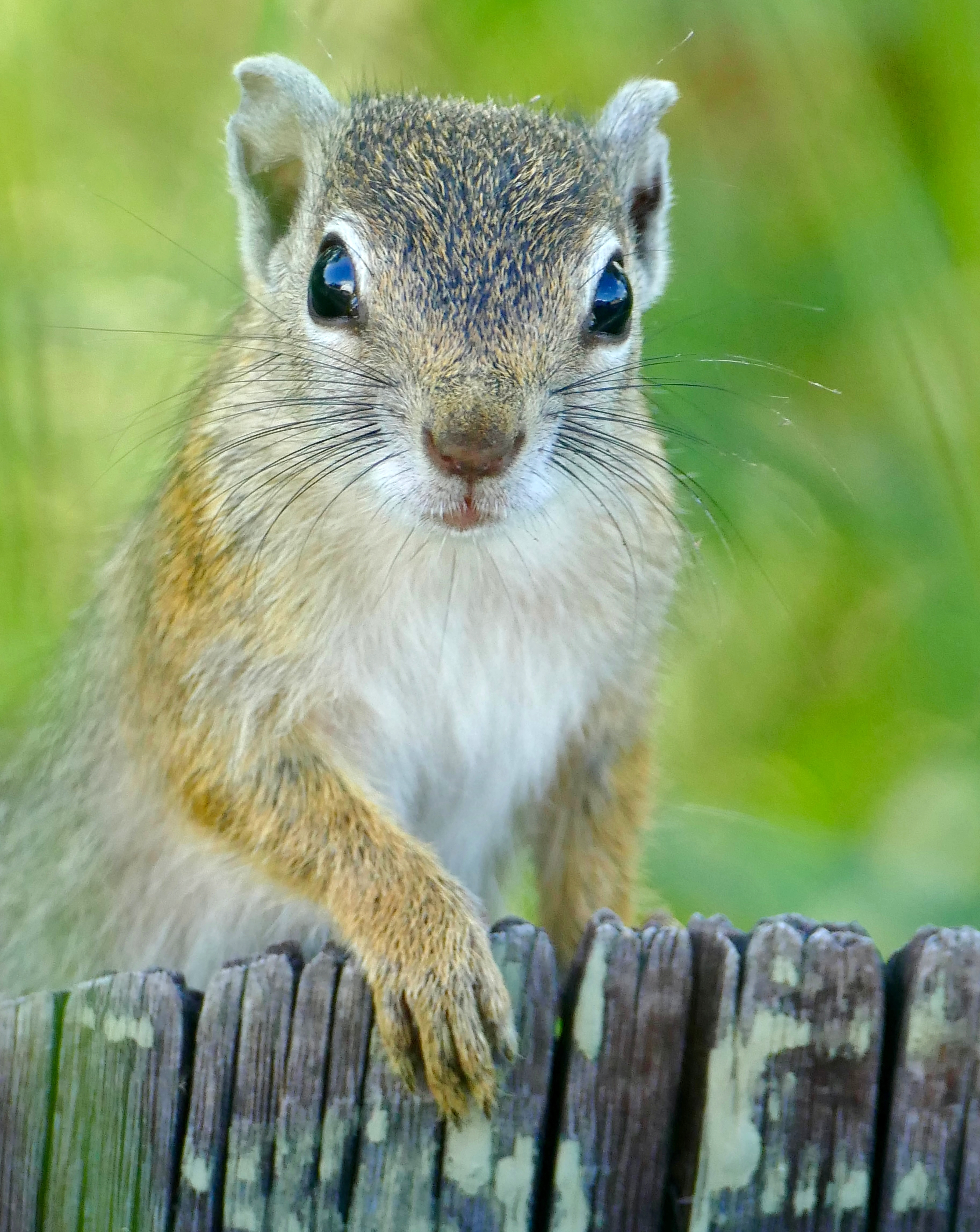
De wenkbrauwen, zijkanten van het gezicht, kin, keel, borst en binnenkant van de poten zijn helder wittig, terwijl de rest van de buikkant vuilwittig is.

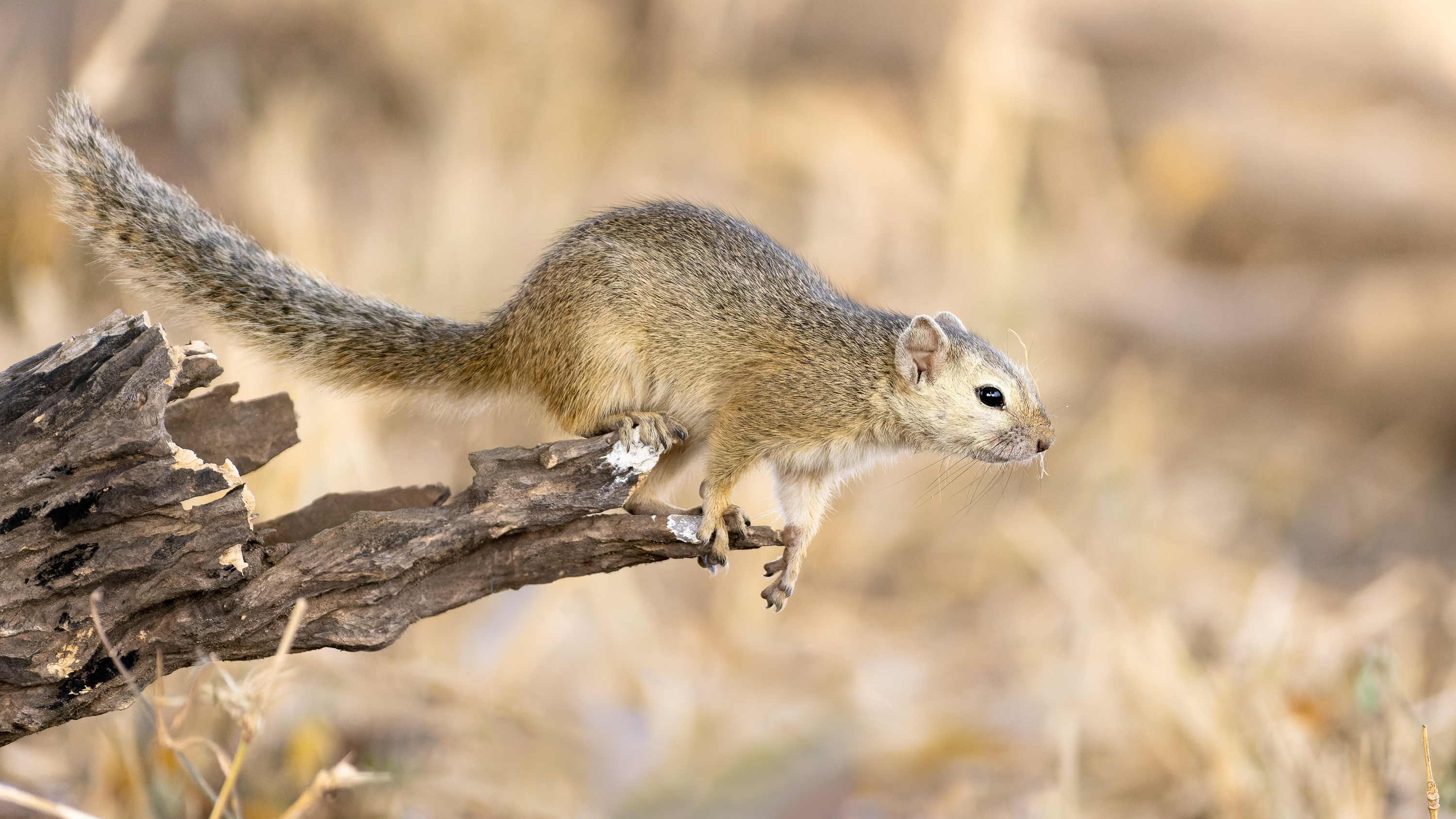
De staart is bossig behaard en heeft smalle maar duidelijke bleke ringen.

De korte en zachte vacht van Paraxerus cepapi is over het algemeen grijsgeel van kleur, waarbij de punten van de individuele haren zwart zijn. De ledematen zijn vaak een rijker bleekgeel. De wenkbrauwen, zijkanten van het gezicht, kin, keel, borst en binnenkant van de poten zijn helder wittig, terwijl de rest van de buikkant vuilwittig is. De achterkant van de oren is bruin. De staart is iets korter dan de kop en romp samen, bossig behaard en heeft smalle donkere en bleke ringen. De vachtkleur en lichaamsgrootte variëren aanzienlijk binnen zijn verspreidingsgebied. Bij Paraxerus cepapi sindi is de buik minder grijzig, Paraxerus cepapi cepapoides heeft een meer roestig grijze rug, terwijl bij Paraxerus cepapi phalaena de rug juist lichtgrijs is. In Botswana zijn dieren in het noordwesten donkerder vergeleken met bleekgele individuen in het zuidoosten en bleekgrijze in de oostelijke Okavango. Albinisme is gemeld in Kruger National Park, Zuid-Afrika, en melanisme in Lake Kyle Recreational Park, Zimbabwe. Volwassen mannetjes van de ondersoort Paraxerus cepapi kalaharicus hebben een gemiddelde kop-romplengte van 17 cm, staartlengte van 16 cm, achterpoot van 4½ cm, oor van 2,0 cm en een lichaamsgewicht van 170 g. Volwassen vrouwtjes zijn even groot maar gemiddeld wat lichter met zo'n 150 g. Elders is het gemiddeld gewicht hoger tot wel 225 g. Vrouwtjes hebben drie paar tepels op de buik. Pasgeboren dieren wegen ongeveer 10 gram en zijn dun behaard. De ogen zijn gesloten en gaan pas open na ongeveer 8 dagen. Paraxerus cepapi vervangt de vacht twee keer per jaar. De voorjaarsrui begint in september en de herfstrui in januari. De rui verloopt van voor naar achter over het lichaam. De eerste rui start rond de leeftijd van ongeveer 6 weken en is voltooid op een leeftijd van 16-17 weken.

### Anatomie
De tandformule van de volwassen Paraxeres cepapi is 1.0.2.31.0.1.3 × 2 = 22, dat wil zeggen een snijtand, geen hoektand, twee valse kiezen en drie ware kiezen in elke helft van de bovenkaak, en diezelfde elementen in de onderkaak behalve dat daar slechts een valse kies per kaakhelft aanwezig is. De bovenste snijtanden zijn bij volwassen dieren ongeveer 7 mm lang, korter dan de onderste snijtanden van ongeveer 1 cm.

### Verschillen met verwante soorten
De enige boomeekhoornsoort die in hetzelfde gebied kan voorkomen, is de roodstaarteekhoorn. De buik en staart van de roodstaarteekhoorn zijn roder dan de gele of gouden kleur van P. cepapi. P. cepapi heeft een kortere kop dan de roodstaarteekhoorn en is over het algemeen groter, hoewel roodstaarteekhoorn een hoger gewicht heeft (275-380 g), een iets langere staart (⁠20 cm) oren en poten.

## Taxonomie
Deze eekhoorn is voor het eerst wetenschappelijk beschreven op basis van dieren verzameld langs de Marico Rivier in het noorden van Zuid-Afrika door de Schotse arts Andrew Smith in 1836 en hij noemde de soort Sciurus cepapi. In 1943 werd de naam fout gespeld in een publicatie van de Britse zoöloog John Edward Gray, waarmee het synoniem Sciurus cepate is ontstaan. In 1893 meende de vanuit Zwitserland werkende zoöloog Charles Immanuel Forsyth Major dat deze soort voldoende afwijkt om in een eigen geslacht te worden geplaatst en daarmee creëerde hij de wetenschappelijke naam Paraxerus cepapi die nu gebruikelijk is. In 1880 stelde Édouard Louis Trouessart voor een groep eekhoorns van het Afrikaanse continent samen te brengen in het geslacht Funisciurus. In 1897 besloot Michael Rogers Oldfield Thomas de soort in te delen bij het geslacht dat Trouessart had voorgesteld, waarmee de nieuwe combinatie Funisciurus cepapi werd gemaakt. Oldfield Thomas onderscheidde een collectie eekhoorns afkomstig uit de omgeving van het Mwerumeer en noemde deze Funisciurus yulei in 1902. In 1908 beschreven Oldfield Thomas en Robert Charles Wroughton een variant uit Mozambique en gaven die de naam Paraxerus cepapi sindi. In 1909 onderscheidde Wroughton nog twee varianten, Paraxerus cepapi quotus uit Katanga en Paraxerus cepapi soccatus uit Malawi. De Zuid-Afrikaanse zoöloog Austin Roberts beschreef in 1926 dat een variant uit Ovamboland in Namibië die hij de naam Paraxerus cepapi phalaena gaf, in 1932 gevolgd door Paraxerus cepapi chobiensis van de oevers van de Chobe in Namibië, Paraxerus cepapi maunensis uit noordwestelijk Bostwana en Paraxerus cepapi kalaharicus van de westrand van de Okavangodelta, in 1946 Paraxerus cepapi cepapoides van de omgeving van Beira en Paraxerus cepapi bororensis ten noorden van de Zambezi, beide in Mozambique. Tot slot meende Momenteel worden er 10 ondersoorten erkend: P. c. bororensis, P. c. carpi, P. c. cepapi, P. c. cepapoides, P. c. chobiensis, P. c. phalaena, P. c. quotus, P. c. sindi, P. c. soccatus, en P. c. yulei. De soort wordt gerekend tot de orde van de Knaagdieren, onderorde Sciuromorpha, familie Sciuridae, onderfamilie Xerinae, stam Protoxerini, geslacht Paraxerus.

### Naamgeving
De naam Paraxerus is samenstelling van de Griekse woorden πᾰ́ρᾰ (pắră) dat dichtbij betekent en ξερός (xerós), het woord voor droog of dor, omdat soorten van dit geslacht in droge gebieden voorkomen. De soortnaam cepapi lijkt op sepêpê, de naam van het dier in het Tswana. Andere namen zijn onder meer bush squirrel, mopane squirrel en yellow-footed squirrel (Engels), geelpooteekhoring en boomeekhoring (Afrikaans), uBusinti, uBuhlula en isiKhale (Ndebele), sehlora (Noord-Sotho), tsindi (Shona), xindzi, maxidyani en sindyane (Tsonga), tshithura (Venda), unomatse (Xhosa), intshidane, ingwejeje en yasezihlahleni (Zoeloe) en kampanda (Swahili).

## Gedrag
Paraxerus cepapi brengt het grootste deel van zijn tijd door in bomen, waar hij behendig van tak naar tak rent en springt. Maar hij daalt ook af naar de grond om te foerageren. De dieren zijn alleen overdag actief, met pieken halverwege de ochtend en halverwege de middag en een rustperiode op het heetst van de dag. Op extreem warme dagen verlaten individuen hun nest soms helemaal niet. De dag begint vaak als de dieren die uit het nest komen en plat op een boomtak of -wortel gaan liggen zonnen. De dieren leven meestal in kleine groepjes, bestaande uit een mannetje, vrouwtje, bijna volwassen nakomelingen en jongen, maar kunnen ook solitair zijn. Groepen zijn vaak beperkt tot twee dieren voorafgaand aan de geboorte van de jongen, maar kunnen daarna oplopen tot zo'n twaalf. De gemiddelde groepsgrootte is vijf individuen. Groepsvorming is mogelijk een aanpassing die het doorkruisen van grote open gebieden veiliger kan maken. Bij koud weer in de winter kruipt een groep 's nachts dicht bij elkaar voor extra warmte. Groepsgenoten delen een nest, maken het schoon, markeren het territorium met afscheiding uit de anaalklieren, zoeken samen voedsel en jagen onbekende soortgenoten weg.
Bij het verzorgen van elkaar houdt het ene dier het andere met beide handen vast en worden de haren met de bek tegen de haargroeirichting in benaderd, wat ervoor zorgt dat de gehele haarlengte wordt schoongemaakt. Alle leeftijden verzorgen elkaar, behalve de meest ondergeschikte individuen. De allerjongsten worden gedwongen verzorgd. Jongen tot 1 maand oud verliezen vaak hun evenwicht als ze zichzelf verzorgen. Wanneer de dieren uit het nest komen, gaan ze naar hun gebruikelijke takken en blijven ofwel onmiddellijk roerloos liggen of verzorgen zichzelf even voordat ze roerloos in de zon gaan zonnen. Na ongeveer een kwartier, afhankelijk van het weer, verzorgen dieren zichzelf voordat ze anderen verzorgen, afgewisseld met zonnen. Tijdens winterochtenden duren verzorgingssessies langer dan in de warmere maanden. Gedurende de rest van de dag verzorgen dieren zichzelf vaker dan anderen. Verzorging is vermoedelijk belangrijk om zichzelf schoon en vrij van parasieten te houden, aangezien zeer jonge dieren die vaker worden verzorgd dan volwassenen, weinig parasieten hebben. Parasieten komen ook vaker voor op lichaamsdelen die moeilijk te verzorgen zijn zoals in de oksels, rond de anus, in en op de oren, en op de achterkant van het hoofd en de nek.
Sociaal gezien is verzorging een aanwijzing voor dominantie en helpt om geurstoffen over het hele lichaam te verspreiden en de groep een zelfde geur te geven. Groepsgeur speelt waarschijnlijk een belangrijke rol bij het identificeren en uitsluiten van vreemden en bij het samenhouden van de groep. Mannetjes verdedigen het territorium van de groep, maar de hele groep kan ook samenwerken door een roofdier te ontregelen en af te leiden. Paraxerus cepapi communiceert met zichtbare signalen, geur en geluid. Zichtbare signalen omvatten het opzetten van de haren, het zwaaien met de staart, het vernauwen van de ogen en het knikken van de kop. Geluid en zichtbare signalen kunnen worden gecombineerd, waarbij individuen hun oren bewegen, met hun voorpoten rukken en zich omdraaien of op en neer bewegen tijdens het roepen. Mannetjes kunnen hun balzak lichtjes optillen en laten zakken tijdens het roepen. Door de haren van de staart rechtop te zetten en met de staart te zwaaien vallen de kenmerkende strepen op de staartharen veel meer op dan wanneer een individu niet bezig is met communicatief gedrag. Staartzwaaien komt vaak voor tijdens het aanvallen van predatoren (mobbing). Staartzwaaien gebeurt sporadisch overdag, wanneer individuen niet in de open lucht zijn en hun aanwezigheid niet willen aankondigen. Bij het alarmeren worden de oren scherp naar achteren getrokken en maken ze klikkende geluiden, soms slechts eens in de paar klikken. Tijdens een reeks klikken worden de oren bij de eerste puls naar achteren bewogen en vervolgens tot het einde van de reeks getrild. Individuen gebruiken een "tsjir-tsjir-tsjir"-roep wanneer ze elkaar ontmoeten. Bij een ontmoeting met een ongevaarlijke waterfiskaal, klinkt soms een "tjook-tjook"-roep die andere individuen lijken te negeren. De voorpoten worden ook gebruikt om signalen te geven, door schokkerig te bewegen in gelijktijdig met de staart en het klikken. Wanneer een dier snel klikt, opent de bek zich wijd en beweegt het hele lichaam ook heen en weer bij elke puls, waardoor het individu opvallender wordt. Een witte ring rond elk oog maakt het samenknijpen van de ogen, vaak in uitingen van dominantie, meer opvallend. Een hoge alarmroep wordt gebruikt wanneer er gevaar dreigt. Andere soorten, zoals dwergmangoesten, reageerden op de alarmroepen van Paraxerus cepapi.
Geursignalen worden verspreid via het afvegen van de mond, urineren en met het achtlijf over de grond slepen. De onderlip, wangen en de bovenlip tot aan de neuspunt, inclusief de binnenkant van de lippen, worden langs takken geveegd, meestal na het eten, of na zichzelf en anderen te hebben verzorgd. Het dier vertoont ritueel gedrag waarbij het de mond afveegt, waarbij het gewoonlijk herhaaldelijk dezelfde plek markeert, vaak ogenschijnlijk etend om dit gedrag te stimuleren. Talgklieren en speekselklieren in de mond zijn goed ontwikkeld en versterken daardoor de geurmarkering. Urine wordt waarschijnlijk opgehouden en uitgescheiden voor het plaatsen van geurvlaggen. Aan weerszijden van de anus bevinden zich bij de vrouwtjes twee klieren, die waarschijnlijk worden gebruikt om geur af te zetten als ze met het achterlijf slepen. Deze geurvlaggen zijn zichtbaar als natte vegen. De afscheidingen van deze klieren worden waarschijnlijk ook over het lichaam verspreid door het likken.
Dieren verzamelen zich vaak bij bomen met rijpe vruchten zonder veel agressie tussen individuen, afgezien van incidentele achtervolgingen. Beide geslachten vergaren hard voedsel zoals zaden en noten door met hun voorpoten een gat te schrapen, het voedsel erin te doen, het vervolgens af te dekken met hun poten en de grond weer aan te drukken met hun neus. Verspreide vergaring van voedsel heeft een lage dichtheid en is zorgvuldig gekozen, zodat begraven voedsel beschermd is. Indien mogelijk, wordt het begraven niet in de aanwezigheid van groepsleden gedaan, waarschijnlijk omdat voedseldiefstal binnen groepen voorkomt.

### Voortplanting

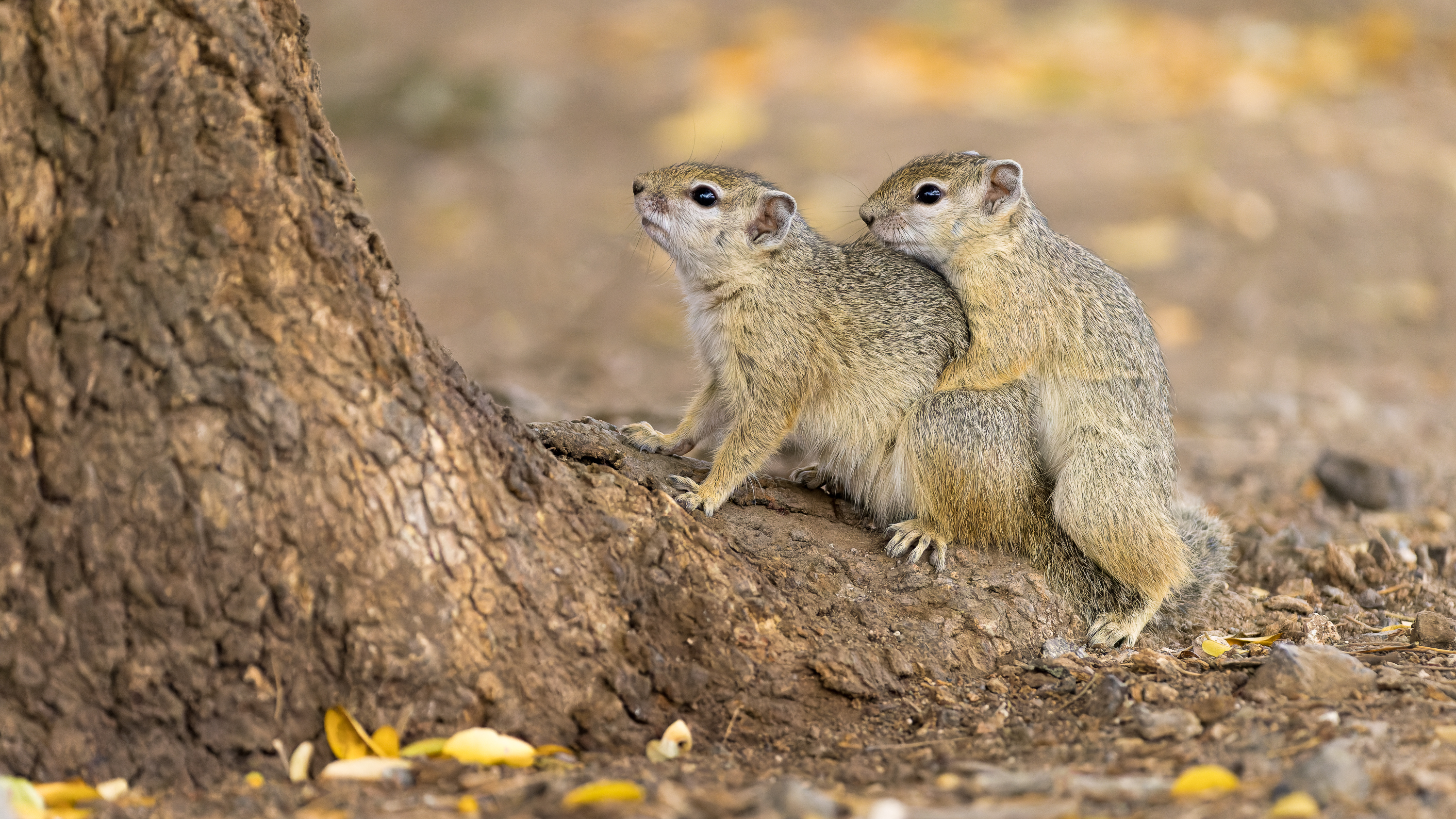
paring

De voortplanting kan het hele jaar door plaatsvinden en piekt in de warme en natte maanden oktober-april. Onder slechte omstandigheden, zoals droogte, worden er minder jongen geboren. De voortplanting binnen een groep vindt soms gelijktijdig plaats, getriggerd door de roep van een paringsbereid vrouwtje of  een specifieke roep van een mannetje. Het is mogelijk dat dit kannibalisme verminderd. De paringsactiviteit bestaat uit veel roepen, achtervolgen en bespringen en wordt het vaakst waargenomen in de vroege ochtend. De bereidheid van vrouwtjes om te paren wordt aangegeven door een duidelijke en zeer opgewonden versie van het gebruikelijke alarmratel. Deze roep is hoger van toon en trekt van ver mannetjes aan, die vervolgens het vrouwtje achtervolgen. Vrouwtjes roepen 2-15 minuten achter elkaar (tot 48 individuele ratels per minuut) waarna ze pauzeren, hetzij tijdens de achtervolging, hetzij tijdens het poetsen. Na deze pauze beginnen ze vaak weer te roepen. Vrouwtjes die loops zijn, kunnen door 3-5 mannetjes worden achtervolgd, waaronder mogelijk dieren uit andere groepen. De opwinding van de paringsrituelen kan ervoor zorgen dat vrouwtjes en mannetjes klikken en met hun staart zwaaien. De bereidheid tot paren kan ongeveer 4 uur duren en eindigt rond het middaguur.
De gemiddelde draagtijd is 56-58 dagen. Een nest bestaat uit 2-4 jongen. De jongen worden geboren in boomholtes bekleed met bladeren en gras, of nesten kunnen worden gebouwd van natuurlijke materialen zoals bladeren en takken. Vrouwtjes zijn zeer attent op de behoeften van hun jongen en blijven na de geboorte 2-3 dagen bij hen in het nest, komen slechts korte tijd tevoorschijn en verzorgen hen nauwgezet bij terugkeer in het nest. Beide ouders verzorgen de jongen, maar alleen vrouwtjes dragen ze rond. Wanneer nesten opnieuw bekleed moeten worden, verplaatsen vrouwtjes hun jongen tijdelijk en dragen ze aan hun achterpoot naar een tijdelijke locatie terwijl de het jong ze zich met poten en staart aan haar nek vastklampt. Mannetjes blijven dieren uit andere groepen uit het nestgebied jagen, zelfs als er geen jongen aanwezig zijn. Hoewel mannetjes hun nakomelingen consequent beschermen, zijn er enkele volwassen mannetjes gezien die jongen doden.
Jongeren verlaten het nest voor het eerst rond de 20 dagen oud. Ze blijven op de stam en takken bij de ingang zitten en dicht bij het volwassen vrouwtje tot ze ongeveer 5 weken oud zijn, waarna ze gespeend worden. Wanneer de jongen volledig mobiel zijn, volgen ze hun ouders tot ze ongeveer 10 maanden oud zijn en geslachtsrijp zijn. Voedsel dat verzameld en naar het nest gebracht wordt, is gereserveerd voor de ouders. De jongen mogen het niet opeten. Nadat de jongen gespeend zijn, moeten ze hun eigen voedsel verzamelen, wat ze leren door hun ouders te observeren.

## Ecologie
In Zambia komt Paraxerus cepapi voor in een habitat met grote termietenheuvels met schaarse struiken en grassen tussen bomen, zoals Afrikaanse baobab, jakhalsbes, Acacia nigrescens, Cassia abreviata, Euphorbia ingens, Kigelia africana en Markhamia obtusifolia. Deze boomeekhoornsoort komt echter vaker voor in open miombobossen, gekenmerkt door bomen zoals marula, Brachystegia spiciformis, Brachystegia boehmii, Burkea africana, Erythrophleum africanum, Isoberlina angolensis, Julbernardia paniculata, Parinari curatellifolia, Gyrocarpus americanus, en Pterocarpus angolensis met een gevarieerde kruid-, dwergheester- en graslaag, waaronder Aloe sp., Sanseveria sp., Hyparrhenia sp., Dioscorea dumentorum en Cordia dioica. De soort komt zowel voor op plekken waar zelden als vaak brand is uitgebroken, ook als dat kort geleden is. De soort wordt vaak gezien rennend over kleine wegen en is vaak te vinden in dorpen en op gebouwen.

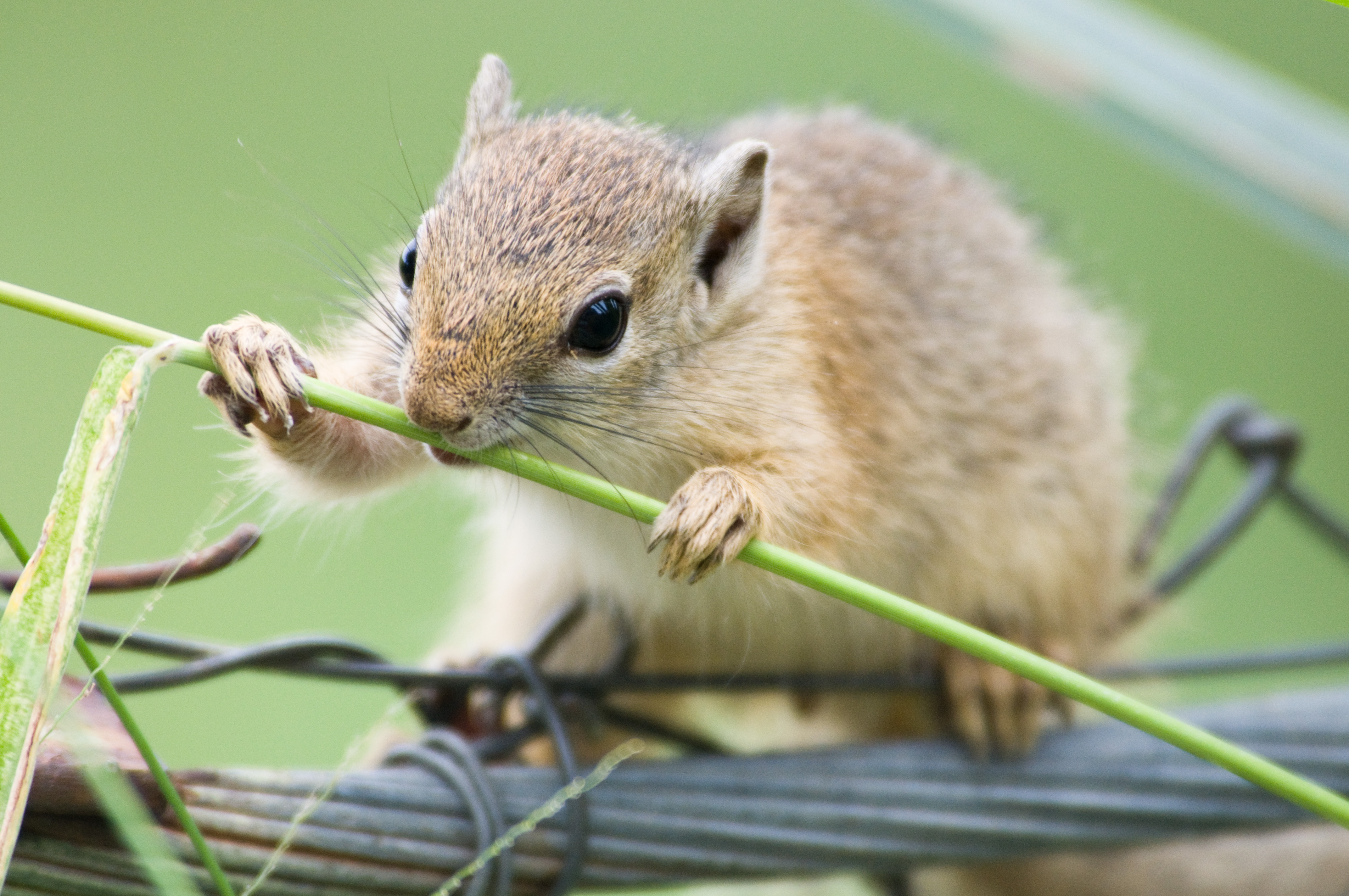
Paraxerus cepapi eet ook gras

Paraxerus cepapi eet bloemen, bladeren, zaden, bessen, vruchten en schors van verschillende plantensoorten, waaronder Acacia, en sommige insecten, met name termieten. Hij eet ook zaailingen van Acacia-soorten, samen met kruiden en grassen zoals handjesgras, droge of groene vruchten van wilde ficus, mopane en Ziziphus mucronata, en dikwandige zaden van de palm Hyphaene petersiana. In Zuid-Afrika consumeerde deze boomeekhoorn 38 verschillende plantensoorten, waaronder zaden en bloemen van Aloë-soorten, zaden van Kameeldoorn en Vachellia tortilis, gom van Vachellia robusta en bloemen van Spirostachys africana, Justicia- en Commelina soorten, Curio radicans en Loranthus zeyheri. In Zambia voedt hij zich uitsluitend met vruchten van Gyrocarpus americanus (10-12 vruchten per dag) en Commiphora edulis in het vruchtseizoen. Hij eet ook bessen van Ehretia rigida, Boscia rehmanniana, Euclea undulata, Solanum capsicastrum, Diospyrus-soorten en Ziziphus mucronata, en zaden van de grassen Urochloa panicoides, Panicum maximum, Dactyloctenium aegyptium en Monechma fimbriatus. Nectar van Schotia brachypetala wordt gegeten. Hoewel zeldzaam, staat deze boomeekhoorn erom bekend eieren en nestjongen van vogels te eten. Gegeten insecten zijn onder andere bladluizen, mieren, termieten, vliegen, kevers en kakkerlakken. Het dieet varieert per seizoen en verschilt van gebied tot gebied. Paraxerus cepapi eet onverteerde zaden, waaronder die van marula die aanwezig zijn in olifantenpoep in het Kruger Nationaal Park. Net als veel andere eekhoorns verzamelt ook deze soort zaden, vooral marula-noten. Dit gedrag zou de verspreiding van marula en andere plantensoorten waarvan de zaden verspreid worden en niet direct worden geconsumeerd, kunnen vergemakkelijken.
Tijdens het eten zit P. cepapi op zijn hurken en manipuleert voedsel met zijn voorpoten. Hij draait een noot rond totdat deze met zijn tanden kan worden vastgepakt, waardoor hij bij de kern kan. Individuen kiezen vaak een verhoogde plek om te zitten en te eten, zoals de bovenkant van een rotsblok of op een omgevallen boomstam, zodat mogelijk gevaar kan worden gezien en vermeden. Hopen van weggegooide, oneetbare voedselresten markeren deze plekken.

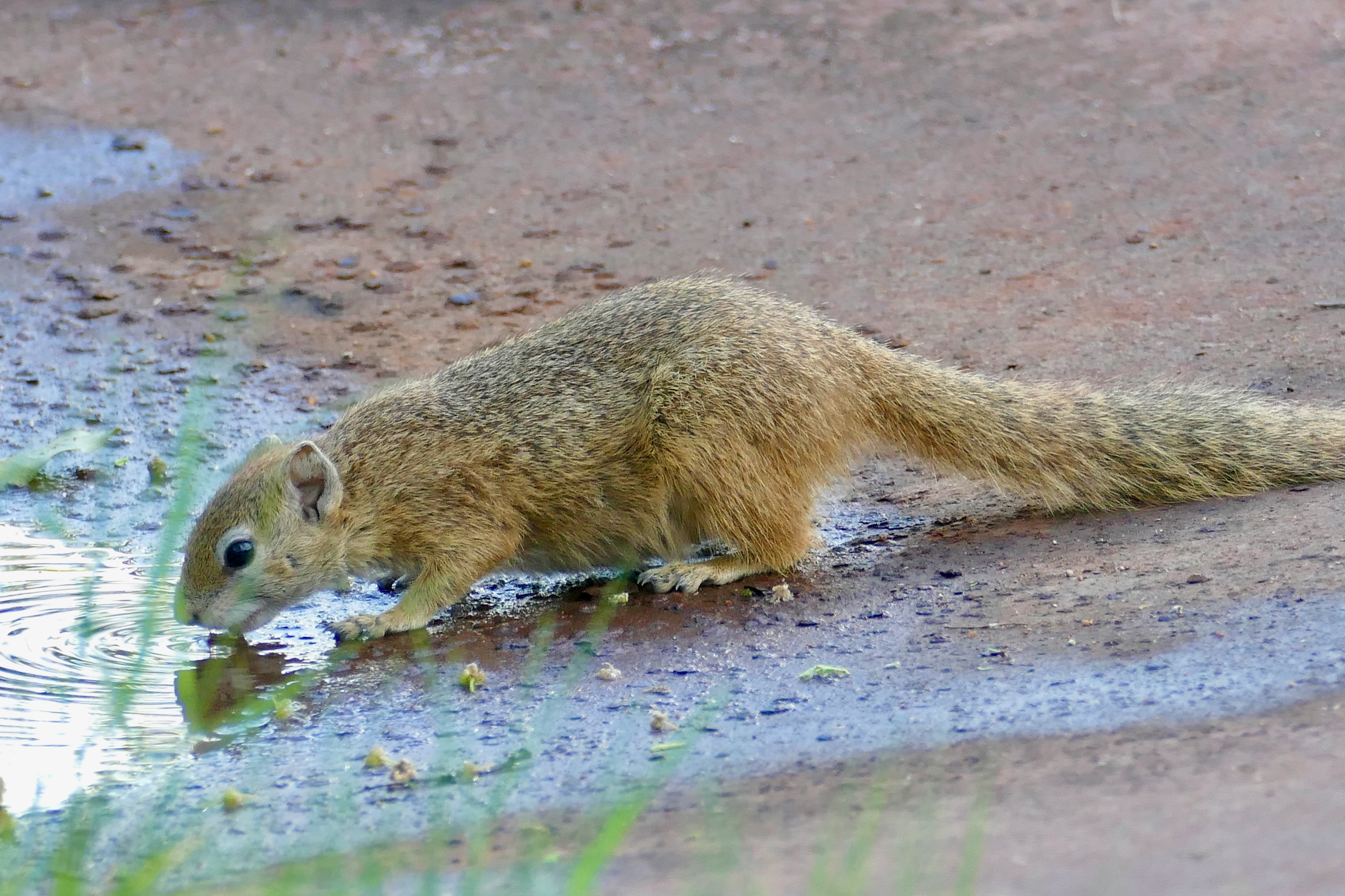
Paraxerus cepapi drinkt uit een plas

Beschikbaarheid van voedsel en concurrentie zouden belangrijke beperkende factoren kunnen zijn voor de toename van de populatie van deze soort boomeekhoorn in het wild. Het zou niet verrassend zijn als de populatieomvang beïnvloed zouden worden door de effecten van regenval op de overvloed aan insecten, die een groot deel van het dieet uit kunnen maken tijdens het droge seizoen.
In Zimbabwe maakt Paraxerus cepapi onderdeel uit van een kleine zoogdiergemeenschap waartoe ook de knaagdiersoorten vetmuis, veeltepelmuis, Afrikaanse dwergmuis, Saccostomus campestris, Tatera leucogaster, Acomys spinosissimus, Aethomys chrysophilus, Micaelamys namaquensis, Thallomys paedulcus en Otomys angoniensis behoren. In Zambia komt de soort samen voor met de steppeklipdas) en de slanke mangoeste.
Paraxerus cepapi vormt 20–25% van de prooi van zwarte wouwen en 3–5% van de prooi van Afrikaanse zeearend in Zambia. Andere roofvogels waarvan bekend is dat ze in Zambia soms deze boomeekhoorn vangen zijn de savannearend, kaalkopkiekendief en vechtarend. In Zuid-Afrika is waargenomen dat witkopgieren deze soort eten, en dat geldt ook voor Ayres' havikarend in Zimbabwe.

## Voorkomen
Paraxerus cepapi is de meest voorkomende en wijdverspreide boomeekhoorn in zuidelijk Afrika. Hij komt voor in Tanzania, de Democratische Republiek Congo, Angola, Zambia, Malawi en Mozambique. De soort kan worden aangetroffen in het uiterste noordoosten van Namibië, in noordelijk, noordoostelijk en oostelijk Botswana, overal in Zimbabwe, ten zuiden van de Zambezi-rivier in Mozambique, met uitzondering van het uiterste zuiden, in de Noordwest-Provincie van Zuid-Afrika, vanaf het district Zeerust oostwaarts, in de provincie Limpopo en in noordelijk en oostelijk Mpumalanga. De soort komt niet verder naar het zuiden voor dan 26° zuiderbreedte. De enige boomeekhoorn met een overlappende verspreiding is de roodstaarteekhoorn in Mozambique en Malawi, waar de soorten samen voorkomen in groenblijvende bossen en kustbossen in Zoeloeland. Er zijn geen fossielen bekend.